# Yunosti
Yunosti u Ostrov Yunosti (en Ruso: Остров Юности, que quiere decir literalmente "isla de la Juventud") es una isla en el centro de la ciudad de Irkutsk, en la Federación de Rusia. Esta isla está cubierta de bosques y es un lugar popular para pasear. Otras atracciones incluyen cafés y discotecas.
Un puente une la isla a la orilla del río, cerca de la fuente del río y el monumento al zar Alejandro III.